# 苦皮树科
苦皮树科又名绢毛果科，只包括一个属，已知共7种，乔木或灌木，都生长在圭亚那和南美洲东北部，花小，树皮有苦味。
苦皮树属在其他分类法中一般被列入瑞香科，属于锦葵目，1983年的克朗奎斯特分类法将其单独分为一个科，放到卫矛目中。1998年根据基因亲缘关系分类的APG 分类法认为其无法放如任何一个目中，属于系属不清的科，2003年经过修订的APG II 分类法将其仍然放回到瑞香科中。典型种为苦皮树（Tepuianthus auyantepuiensis）